# Shakopee
Shakopee é uma cidade localizada no estado americano de Minnesota, no Condado de Scott.

## Demografia
Segundo o censo americano de 2000, a sua população era de 20.568 habitantes.
Em 2006, foi estimada uma população de 32.865, um aumento de 12297 (59.8%).

## Geografia
De acordo com o United States Census Bureau tem uma área de
73,7 km², dos quais 69,9 km² cobertos por terra e 3,8 km² cobertos por água. Shakopee localiza-se a aproximadamente 244 m acima do nível do mar.

## Localidades na vizinhança
O diagrama seguinte representa as localidades num raio de 12 km ao redor de Shakopee.